# Wehlenberg

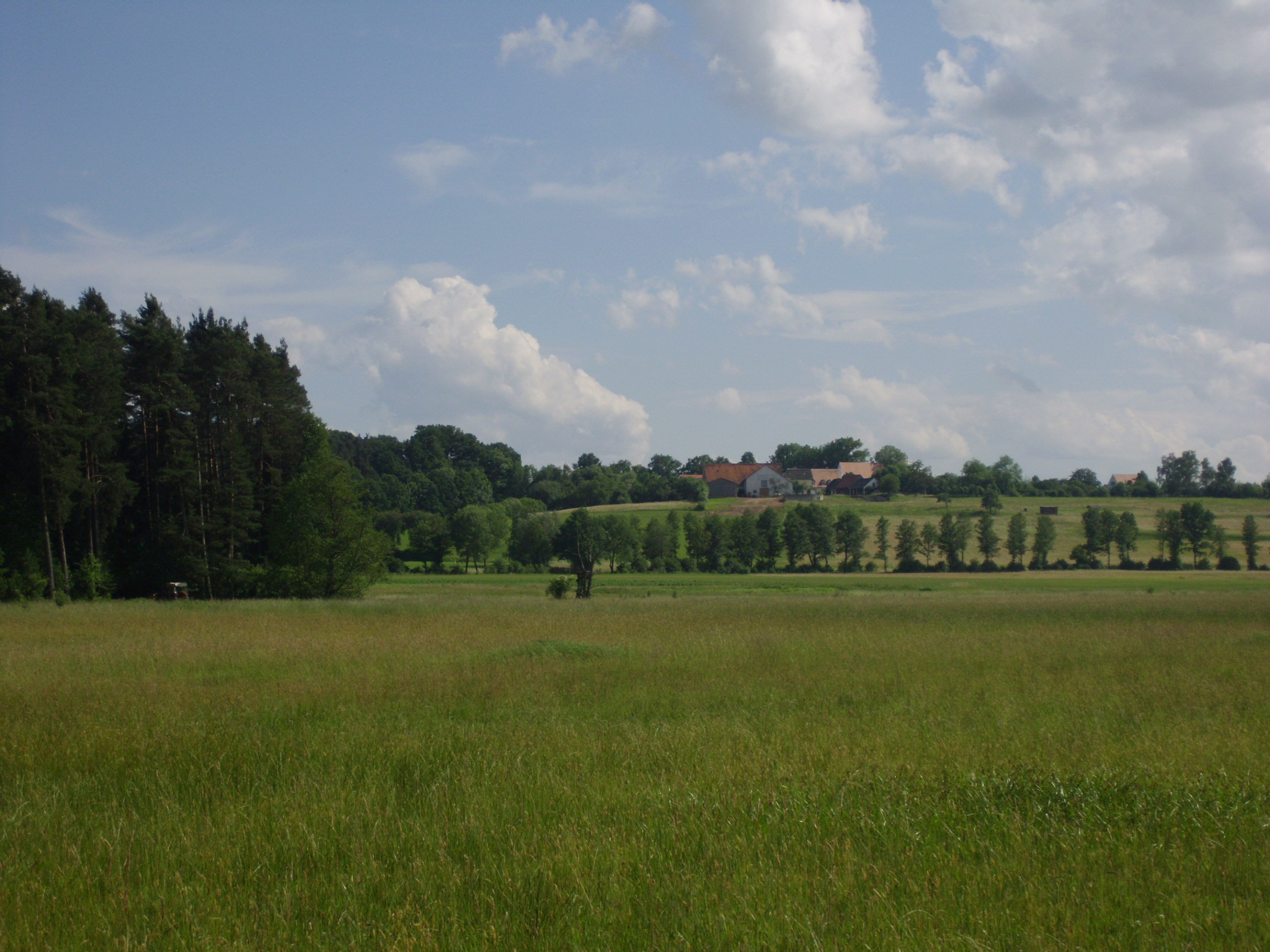
Wehlenberg, vom Nesselbachtal aus gesehen

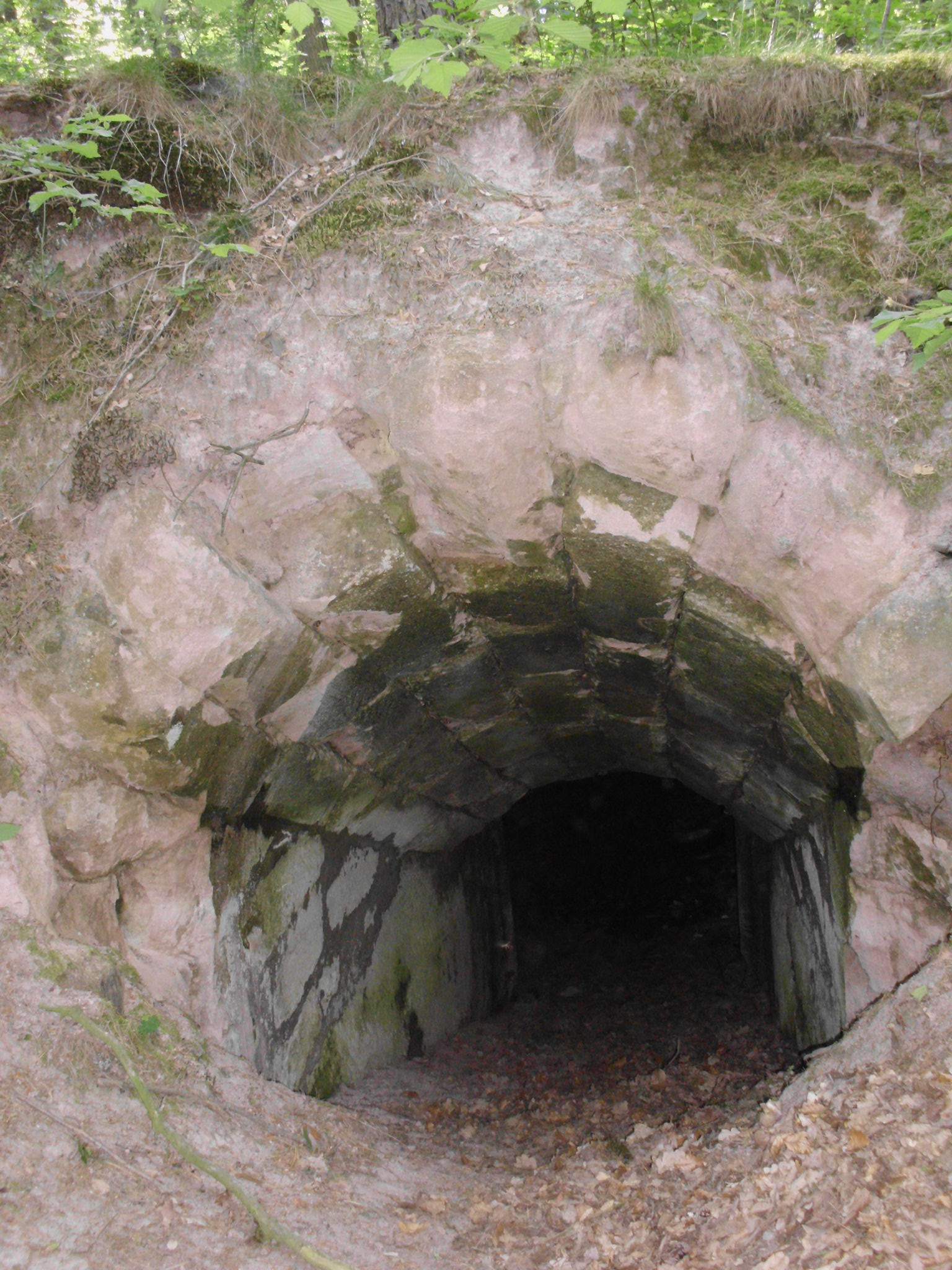
Alter Brauereikeller unterhalb Wehlenbergs

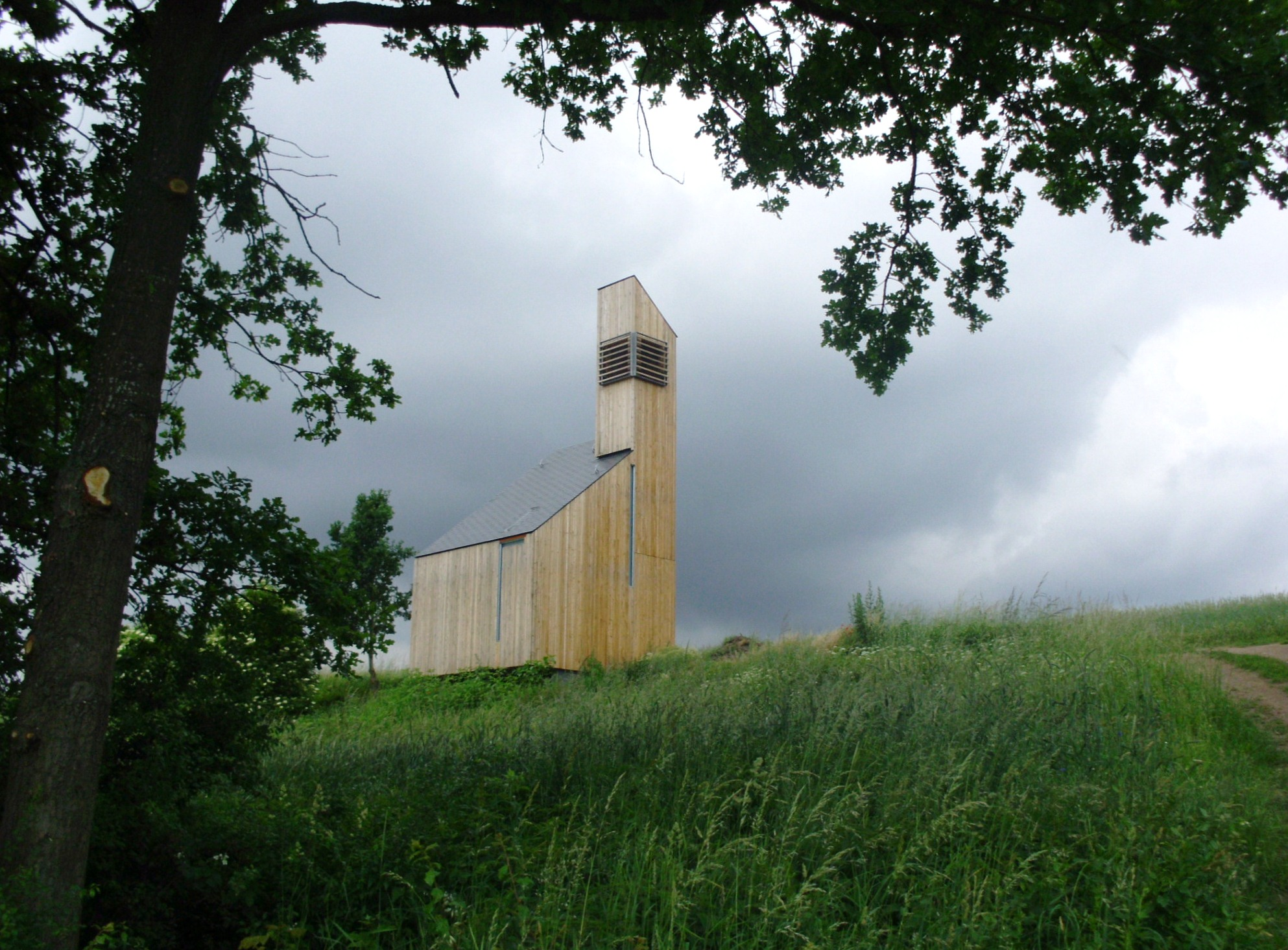
Ökumenische Franziskus-Kapelle bei Wehlenberg

Wehlenberg ist ein Gemeindeteil der Gemeinde Muhr am See i Landkreis Weißenburg-Gunzenhausen (Mittelfranken, Bayern). Wehlenberg liegt in der Gemarkung Altenmuhr.

## Geographische Lage, Verkehr
Der Weiler liegt einen Kilometer nordöstlich von Muhr am See und nordwestlich des Gunzenhäuser Gemeindeteils Büchelberg am westlichen Hang des Büchelbergs. Von Gunzenhausen ist er etwa fünf Kilometer entfernt. Vom Gemeindeteil Stadeln von Muhr am See führen zwei Straßen nach Wehlenberg.

## Ortsname
Der Ortsname lässt zwei Deutungen zu: zum Dorf eines Wello/Wallo und zum runden Dorf; im letzteren Fall wäre das mittelhochdeutsche Wort wël für „rund“ namensgebend. Im 18. Jahrhundert zeigen Belege eine Umdeutung in Wilden….

## Geschichte
Ein Beleg aus der Zeit von 1300 bis 1364, kopiert im 17. Jahrhundert, berichtet, dass ein Ritter von Konstein vom Bischof von Eichstätt dessen ganzen Besitz in „Wellendorff“ zu Lehen hatte. Gegen Ende des 14. Jahrhunderts war dieses bischöfliche „Welendorf“-Lehen an Heinrich von Lentersheim übergegangen; um circa 1460/70 gehörte „Wellendorff“ zur Pfarrei Altenmuhr. Da sich in diesen frühesten Belegen der Ortsname nur als Wellen-„dorf“, nie aber als Wellen/Wilden-„berc“ befindet, ist die von der älteren Literatur- und Musikgeschichtswissenschaft vertretene Annahme, das heutige Wehlenberg sei mit dem „Wildenberc“ in Wolfram von Eschenbachs Parzival identisch, Wolfram dort also seinen Wohnsitz hatte, als „völlig unwahrscheinlich“ zu bezeichnen. Erst im 16. Jahrhundert erschien der Ortsname erstmals als „Welnberg“: Nach einem Beleg um 1525 waren aus etlichen Reutwiesen „Welnbergs“ Abgaben an das brandenburgisch-ansbachische Verwalteramt Wald zu leisten. 1549 gehörte der Groß- und der Kleinzehent der Herrschaft Neuenmuhr, während zwei Höfe, wie 1551 belegt ist, weiterhin nach Altenmuhr zinsten. Für 1584 besaß Wolf Christoph von Lentersheim zu Neuenmuhr den Groß-, den Kleinzehent und einen Hof zu „Wellenberg“ als bischöfliches Lehen. Im 18. Jahrhundert (so 1719 und 1732) erschien der Ortsname als „Wildenbergen“: 1732 gehörten vier Untertanen dem brandenburgischen Kastenamt Gunzenhausen und nur noch ein Untertan war lentersheimisch; denen von Lentersheim gehörte aber noch der Zehent. Die Gemeindeherrschaft, die Vogtei und die hohe Fraisch wurden nach dem gleichen Beleg vom brandenburgischen Oberamt Gunzenhausen wahrgenommen. An diesen Besitzverhältnissen änderte sich nichts mehr bis zum Ende des Heiligen Römischen Reiches. Während 1739 wieder von „Wehlenbergen“ die Rede war, hieß der Weiler in einem Verzeichnis von 1804 sowohl „Wildenbergen“ als auch „Wehlenbergen“, was die ältere Wolframsforschung dort den Wildenberc aus Parzival vermuten lässt.
Mit dem Ansbacher Markgrafentum wurde Wehlenberg 1792 preußisch. 1806 endete die preußische Herrschaft, das Dorf wurde bayerisch und gehörte ab 1808 zum Steuerdistrikt Altenmuhr im Landgericht/Rentamt Gunzenhausen, dem späteren Landkreis Gunzenhausen. 1811 wurde der Steuerdistrikt in eine Ruralgemeinde umgewandelt, die auch durch das Gemeindeedikt von 1818 in ihrem Bestand bestehen blieb.
1952 bestand der Weiler aus acht Höfen mit ebenso vielen Familien. Im Zuge der Gebietsreform in Bayern wurde Altenmuhr und damit auch Wehlenberg mit Neuenmuhr zur Einheitsgemeinde Muhr am See vereinigt.
Rechts der Straße, die von Muhr aus durch das Nesselbachtal nach Wehlenberg führt, befinden sich im Wald drei Bierkeller einer ehemaligen Altenmuhrer Brauerei aus dem 18./19. Jahrhundert mit aus Sandstein gemauerten Eingängen.
In der Flur westlich von Wehlenberg entstand am ehemaligen Wehlenberger Kirchenweg und damit am Rundwanderweg Der Seenländer auf Veranlassung des Bürgermeisters Roland Fitzner die im Oktober 2013 geweihte private ökumenische Franziskus-Kapelle nach den Plänen des Architekten Stefan Lautner mit einem großen Fenster des Glaskünstlers Johannes Schreiter. (Standort)

### Einwohnerzahlen
- 1818: 26 Einwohner[8]
- 1824: 32 Einwohner, 6 Anwesen[8]
- 1861: 31 Einwohner[13]
- 1912: 29 Einwohner[14]
- 1929: 36 Einwohner[15]
- 1950: 45 Einwohner, 6 Anwesen[8]
- 1961: 30 Einwohner, 6 Wohngebäude[16]
- 1987: 39 Einwohner[1]

### Nesselmühle
Die Nesselmühle ist eine abgegangene Mühle am Nesselbach bei Wehlenberg. Sie wurde 1574 errichtet und im Jahr 1977 abgebrochen.